# René Román Hinojo
René Román Hinojo (El Bosque (Cadis), 15 de desembre de 1983), conegut simplement com a René, és un futbolista professional andalús que juga com a porter.

## Trajectòria
El seu primer equip va ser l'Arcos CF, equip de la serra de Cadis on va militar fins a la temporada 2005-2006, on va estar a punt de pujar a la segona divisió B, grup IV, perdent en la final de play-offs contra el Puertollano. En aquesta temporada va arribar a marcar un gol de cap al servei d'un córner en els minuts finals per donar al seu equip un celebradíssim empat. La temporada 2006-2007 fitxa pel Racing Club Portuense de la segona divisió B, amb el qual a nivell col·lectiu competeix per l'ascens a segona divisió després de quedar 3r en el campionat regular. L'ascens no s'aconsegueix després de perdre l'eliminatòria contra el Rayo Vallecano. A nivell personal disputa un total de 15 partits.
La temporada 2007-2008 fitxa pel Real Betis Balompié i competeix en l'equip filial, concretament en el grup IV de la segona divisió B. Disputa un total de 22 partits amb el filial verd-i-blanc, que va finalitzar la campanya amb un discret 12è lloc .
Durant la temporada 2008/2009 segueix en el filial del Real Betis, de nou en el grup IV de la segona divisió B, acabant la temporada a l'11è lloc en la classificació, disputant un total de 26 partits.
La temporada 2009/2010 fitxa per la Unión Estepona CF, de nou en el grup IV de la segona divisió B. Amb el conjunt malagueny realitza una gran campanya a nivell col·lectiu, tenint en compte el pressupost de l'equip, ja que finalitzen en un meritori 8è lloc, disputant un total de 18 partits.
La temporada 2010/2011 signa pel CP Cacereño, aquest cop competint en el grup I de la segona divisió B. Amb el conjunt extremeny disputa un total de 37 partits, sent el porter titular indiscutible durant la temporada. L'equip finalitza la temporada a 13r. lloc.
La següent temporada, la 2011-2012, continua en el conjunt extremeny, passant al grup IV de la segona divisió B, fent una gran campanya a nivell col·lectiu, finalitzant en 7è lloc. A nivell personal segueix sent el porter titular del conjunt verd-i-blanc, ja que disputa un total de 33 partits.
La temporada 2012-2013 fitxa pel FC Cartagena, club recentment descendit des de la segona divisió i que competeix a segona divisió B. Després de ser titular a la primera jornada de lliga, en què el seu equip guanya 3-2 a l'Albacete, el club li rescindeix per sorpresa el contracte quan faltaven pocs dies per al tancament del mercat, de manera que al gener de 2013 torna a la competició després de comprometre's fins al final de temporada amb el Barakaldo CF.
La temporada 2013-2014 René signa amb el Real Jaén CF de segona divisió, amb el qual acaba descendint.
La temporada 2014-2015 fitxa per la UE Llagostera, amb la qual juga dues temporades a segona divisió.
La temporada 2016-2017, fitxa per dues temporades pel Girona FC. René va contribuir amb 21 partits durant la temporada, compartint titularitat ambBono i el club va acabar ascendint a La Liga per primer cop en la seva història. Va marxar el 5 de juliol de 2017, i va signar contracte per dos anys amb la UD Almería poques hores després.